# 加藤祐哉
加藤 祐哉（かとう ゆうや、1981年3月8日 - ）は、日本の男子プロボウラー。YouTuber。神奈川県綾瀬市出身。
日本プロボウリング協会ライセンスNo.1066（2004年・第43期生）のほか、韓国プロボウリング協会のプロライセンスも保有している。2020年25期、KPBAライセンス№851。
ボウリング王国スポルト横須賀店所属。拓殖大学卒業。既婚　妻もプロボウラー。
身長186cm、体重94kg。血液型A型。右投げ。用品契約はABS（アメリカンボウリングサービス）。

## 来歴
ボウリングとの出会いは、大学生の時に始めたさがみ野ボウル（現在は閉館）でのアルバイトだった。初めはボウリングにそれほど興味がなく、1人で投げに来店する客を見て「何が楽しいんだろう、みんなで遊んだほうが楽しいだろうに」と不思議でしょうがなかった。ある時、廃棄予定のマイボールを貰った時に「穴が指にピッタリでそれで投げたらた楽しかったんです。それ以来ボウリングの虜になった」という。
2003年4月、大学卒業を機にJPBA主催のプロテスト（プロ資格取得テスト）を受験するが不合格。しかし諦めることなく翌年の合格を目指し、受験の3か月前には毎日30ゲームを投げ込んだ。その努力が実り、2004年2度目の挑戦で合格を勝ち取りプロ入りを果たす。
2011年10月13日開催のシーズントライアル2011オータムシリーズにて、シーズントライアル初優勝。2013年、ROUND1JAPANCUPBOWLING2013において、渡邉航明を優勝決定戦で破りプロ10年目で初優勝。賞金600万円を獲得。日本人としては酒井武雄以来25年ぶりのタイトルとなった（初優勝が世界タイトル）
2019年に韓国へ単身で渡りKPBA（韓国プロボウリング協会）のプロテストを受験して見事合格。テスト中にはパーフェクトゲームも達成している。2020年末まで韓国でのプロ活動を予定していたが、新型コロナウィルスの影響や日本に残してきた家族のこと、現地にて居住していたアパートの契約切れ（親友のチェ・ヨンヒョンの部屋にて同居していた）などの事情が重なった為に断念し、6月30日をもって所属していた「A-bowl」を退社し日本へ帰国することを自身のyoutubeチャンネルで公表した。
帰国後の2020年8月に「株式会社スポルト」と専属契約を締結。
2021年10月開催の第43回STORMジャパンオープンボウリング選手権において、敗者復活から吉田文啓との再優勝決定戦を制し優勝を果たした。本人にとっては念願の8年ぶり2勝目を挙げる。
2022年4月16日に開催された久保田彩花主催の「都会のど真ん中、グランフロント大阪で青空の下、ボウリングがしたい！！」「青空ボウリング㏌うめきた広場」にプロボウラー代表として久保田彩花、川添奨太、山田幸とともに参加した。
2022年9月17日、第15回MKチャリティカップの決勝ラウンドロビン3ゲーム目第7フレームに於いて7－10スプリットメイドを達成。自身2回目。同年、10月15日、JPBAプレイヤーズドリームマッチ予選第2ラウンド17ゲーム目に於いて公認パーフェクトゲーム達成。自身4回目。
2023年1月24日、KUWATACUP2022→2023予選前半3ゲーム目に於いて公認パーフェクトゲーム達成。自身5回目。同年12月21日、約3年半ぶりに韓国へ渡り、KPBAランセンス取得後初の現地トーナメントへの出場を果たす。
現在、youtubeチャンネル　KatoPWorldBowlingChannel を運営し、ボウリングの魅力やABSから発売される新しいボールのレビューを発信している。時々妻もボウリング対決やライブ配信に登場する事もある。

## 人物
- ニックネームは加藤プロを略して「カトP」「世界のカトP」「世界を知る男」。なぜか後輩プロボウラーの山本勲からは「加藤君」と呼ばれている。
- セールスポイントは「極力無駄を省いた美しいボウリング」[1]力の抜いたゆったりとしたフォームで投球することで年齢を重ねても継続できるようケガや故障のない健康ボウリングを提唱している。
- 夢は自分のボウリング場を持つ事とボウリング業界をもっと発展させること。
- 韓国では「A-bowl」に所属し、KPBAプロテスト受験の準備のほかボウリング場スタッフ、プロショップ業務、オリジナルグッズの通販なども行っていた。
- 日本人プロボウラーで日本と韓国両方のプロライセンスを保有しているのは加藤祐哉1人だけとの事。
- 韓国人の親友に「ヨンちゃん」ことチェ・ヨンヒョンがおり、韓国滞在中の加藤と同居したりいろいろとプロ活動の手助けをしてもらっていた。
- 動画に登場する際に「どうも、プロボウラーの加藤です。いつもご視聴ありがとうございます。」と挨拶し同時に右手で敬礼のポーズをするのが恒例となっている。

## エピソード
- ROUND1JAPANCUPBOWLING2013にて優勝後の神奈川タウンニュースの取材に対し「ただボウリングが好きでこの世界に飛び込んだ。ストライクの時にピンが弾け飛ぶ乾いた音が最高。それと達成感、僕のボウリング愛はこれに尽きます。」とボウリングに対する思いを語っていた。
- ROUND1JAPANCUPBOWLING2013 に優勝した後のプロボウラー松本妃永のNAGEYOインタビューにて賞金の使い道について聞かれ、「お世話になったお客様へと両親に恩返しのプレゼントしました」と語っていた。また「奥様には？」の問いに「旅行に行く予定だったんですがまだなんです。 でも近いうちに奥さん達だけハワイへ行かせます。僕はセンターを空けたくないので、もう一度優勝したら一緒に行きます」とも語っている。
- 2022年「第1回プロボウラー総選挙男子の部」でファン投票1位を獲得したが、主催したボウリング場協会や投票してくれたファンに恩返しをするべく「ダーツの旅持ち込みプロチャレ企画」を計画。抽選のうえ自身でアポを取った結果、2023年8月20日に愛媛県の「保内ボウル」にて開催された。このイベントには加藤自身のほか同じくスポルト横須賀店所属プロボウラー黒川靖と大久保咲桜も参加した。

## 主な戦績

### 2011年
- シーズントライアル2011ウィンターシリーズ3位
- 中日杯2011東海オープン準優勝
- シーズントライアル2011オータムシリーズ優勝

### 2012年
- シーズントライアル2012ウィンターシリーズB会場8位
- ROUND1JAPANCUPBOWLING2012　9位

### 2013年
- 第15回三湖コリアンカップオープン3位
- ROUND1JAPANCUPBOWLING2013 優勝

### 2014年
- シーズントライアル2014ウィンターシリーズ準優勝

### 2015年
- シーズントライアル2015スプリングシリーズ3位

### 2016年
- シーズントライアル2016ウィンターシリーズ準優勝

### 2017年
- シーズントライアル2017ウィンターシリーズ準優勝

### 2019年
- KUWATACUP　2019　13位

### 2021年
- 第43回STORMジャパンオープンボウリング選手権　優勝

### 2022年
- シーズントライアル2022ウィンターシリーズ５位

- シーズントライアル2022スプリングシリーズ６位
- グリコセブンティーンアイス杯第9回プロアマボウリングトーナメント　13位
- シーズントライアル2022サマーシリーズ14位
- 第15回MKチャリティーカップ　5位（7－10スプリットメイド達成）
- 中日杯2022東海オープン　5位

### 2023年
- シーズントライアル2023ウィンターシリーズ17位
- KUWATACUP2022→2023～みんなのボウリング大会プロボウラー部門男子20位
- アイキョーホームプレゼンツプロボウリングトーナメント2023　5位
- シーズントライアル2023サマーシリーズ　13位
- 中日杯2023東海オープン　17位
- 全卸連プレゼンツJPBA☆SSSカップ2023男子　4位

通算2勝（シーズントライアル1勝）、公認パーフェクト5回、800シリーズ1回、7－10スプリットメイド2回。

## リンク
- 加藤祐哉（JPBA日本プロボウリング協会 公式選手データ）
- スポルト所属トーナメントプロ　加藤 祐哉（かとう ゆうや）
- 世界一になった男「加藤祐哉」がつぶやくボウリング事情。プロボウラー松本妃永のNAGEYO
- 神奈川タウンニュース県央版、加藤祐哉さん「ラウンド1ジャパンカップ2013優勝」
- 加藤祐哉YouTubeチャンネル　KatoPWorldBowringChannel